# Radwan (wójt Legnicy)
Radwan (XIII wiek) – zasadźca i pierwszy wójt Legnicy, podstoli legnicki.

## Życiorys
Był związany z dworem księcia Bolesława Rogatki; z ramienia tego panującego, w nagrodę za wsparcie Rogatki w walce z braćmi po śmierci Henryka Pobożnego, otrzymał w 1252 zadanie lokacji Legnicy (na prawie niemieckim) i funkcję wójta. Po kilku latach odsprzedał funkcję wójta z zyskiem. W latach 1265–1272 występuje w dokumentach jako podstoli legnicki.
Być może był identyczny z włodarzem milickim (przed 1249), Radwanem Zambem lub też Zębem.